# Catasema
Catasema là một chi bướm đêm thuộc họ Noctuidae.

## Các loài
- Catasema vulpina (Staudinger, 1888)